# Edison Luiz dos Santos
Edison Luiz dos Santos, meglio noto come Tarabai (Osasco, 9 dicembre 1985), è un ex calciatore brasiliano, di ruolo attaccante.

## Carriera
Ha giocato nella massima serie dei campionati maltese, ungherese e saudita.